# Lohner-Porsche

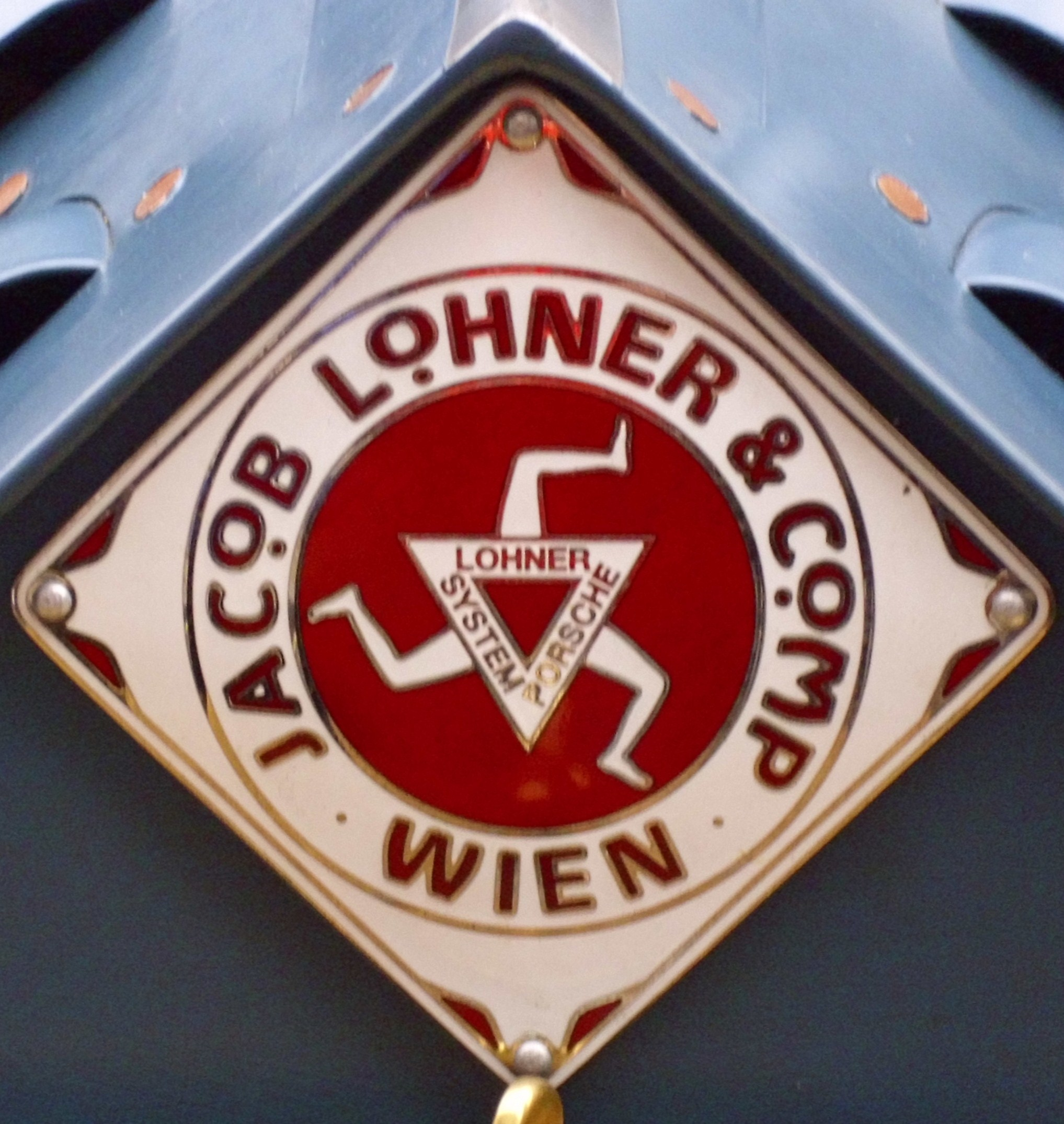
Emblem

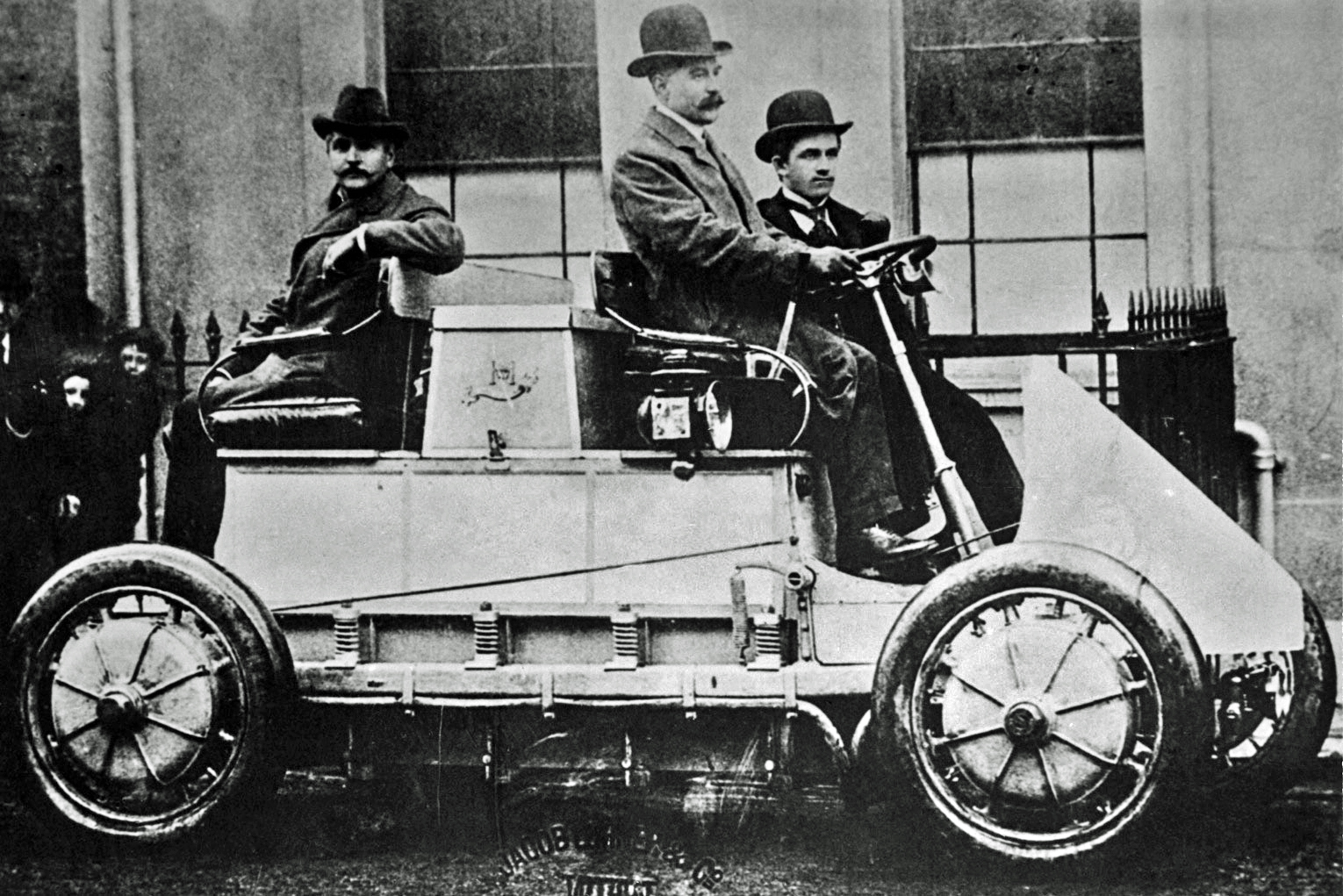
Lohner-Porsche mit Allradantrieb (1900)

Lohner-Porsche ist die Sammelbezeichnung für die Fahrzeugtypen mit elektrischem Antrieb der Lohner-Werke: Lohner-Porsche Semper Vivus und Mixte-Wagen, oft auch Lohner-Porsche Elektromobil oder nur Lohner-Porsche genannt. Sie wurden von Ludwig Lohner und Ferdinand Porsche entwickelt und waren mit Otto- und Elektromotor ausgestattet. Der Mixte-Wagen war ein Fahrzeug mit Hybridantrieb. Gebaut wurde auch eine Sonderanfertigung mit Allradantrieb; dies war das erste Automobil mit Allradantrieb der Automobilgeschichte. Es wurde 1899 zum ersten Mal gebaut und 1900 auf der Pariser Weltausstellung der Öffentlichkeit vorgestellt.

## Geschichte
Die Lohner-Werke in Wien-Donaustadt waren der Hoflieferant der k.u.k. Monarchie Österreich-Ungarns. Diese Hofwagenfabrik „Jacob Lohner & Co., Wien“ übernahm Ludwig Lohner im Jahr 1887 von seinem Vater Jakob Lohner. Ferdinand Porsche entwickelte im Rahmen seines Auftrags von Ludwig Lohner einen Radnabenmotor, mit welchem er 1897 zu den Lohner-Werken wechselte. Bis 1899 wurde dann von Lohner und Porsche gemeinsam das Elektromobil „System Lohner-Porsche“ entwickelt und gebaut. Auf der Pariser Weltausstellung 1900 erhielt der wohl erste transmissionslose Wagen als epochemachende technische Neuheit eine Goldmedaille. Ebenfalls im Jahr 1900 entwickelte Ferdinand Porsche bei Lohner ein Hybridfahrzeug mit gemischt benzin-elektrischem Antrieb, das den Nachteil der mangelnden Reichweite des batteriebetriebenen Elektromobils behob und als Personen- und Nutzfahrzeug produziert wurde.
Das Ende der Ära „Lohner-Porsche“ war im Jahr 1906. Die Produktion der Lohner-Porsche-Fahrzeuge wurde wegen eines Rechtsstreits um das Patent und zu hoher Entwicklungskosten aufgegeben. Ferdinand Porsche hatte sich durch die Lohner-Porsche-Konstruktion einen guten Ruf als Konstrukteur und Erfinder gemacht. Er verließ das Unternehmen und nahm eine Stelle als technischer Direktor und Chefkonstrukteur bei Austro-Daimler an.
Das Porsche-Museum in Stuttgart hat in einem Vier-Jahres-Projekt den Semper Vivus sorgfältig nachgebaut und im März 2011 erstmals auf der Genfer Automobilausstellung vorgestellt. Heute ist der Nachbau Teil der Sammlung des Porsche-Museums in Stuttgart.

## Entwicklungen

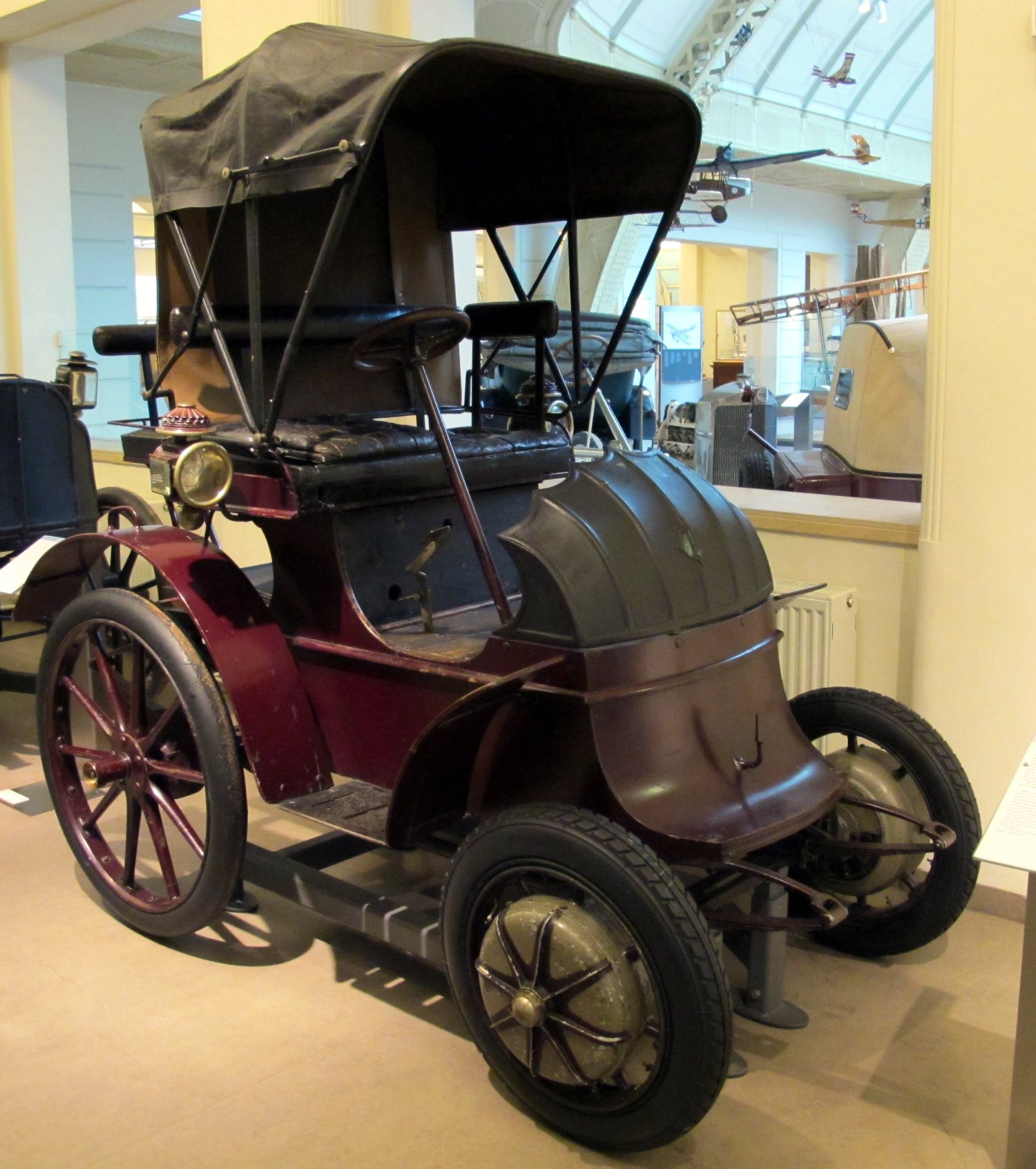
„Semper Vivus“ (1900)

Lohners Grund für ein Fahrzeug mit Elektromotor war, dass die Luft von den „in großer Anzahl auftretenden Benzinmotoren erbarmungslos verdorben“ werde.

### Fahrzeug mit reinem Elektroantrieb

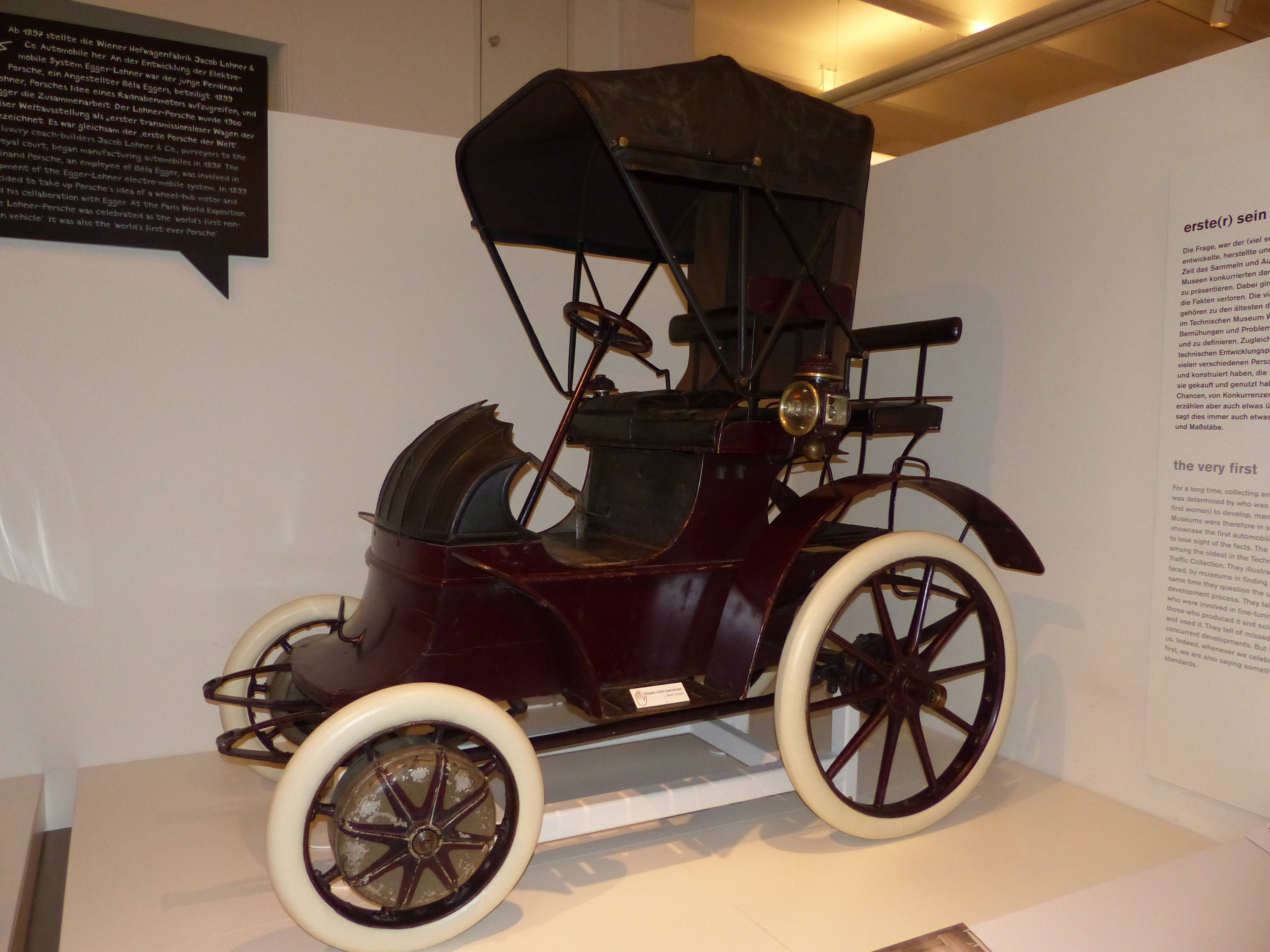
Elektrischer Phaéton – System Lohner-Porsche im Technischen Museum Wien

Im Jahr 1899 wurde ein Elektromobil gebaut, das Porsche als „Semper Vivus“ („Stets lebendig“ oder „immer lebendig“) auf der Pariser Weltausstellung im Jahr 1900 präsentierte. Der heute als „Lohner-Porsche“ bekannte Wagen wurde unter der Nr. 19645 beim Österreichischen Patentamt angemeldet. In der Patentschrift wurde ein „Antriebslenkrad mit Elektromotor“ eingetragen. Es verfügte über einen in der Form genau ausgearbeiteten, von Wirkungen auf die Lenkung freien Antrieb der Vorderräder. Das war bei Kraftfahrzeugen mit Verbrennungsmotoren erst einige Jahrzehnte später möglich. Das Fahrzeug mit dem Antrieb durch die beiden Radnabenmotoren an den Vorderrädern hatte eine Höchstgeschwindigkeit von etwa 50 km/h und mit dem 410 kg schweren Bleiakkumulator eine Reichweite von 50 km. Allerdings benötigte der 44-zellige 80-V-Akkumulator (300 Ah) eine Ladedauer von mehreren Tagen bis zur Vollladung.

### Eines der ersten allradgetriebenen Fahrzeuge

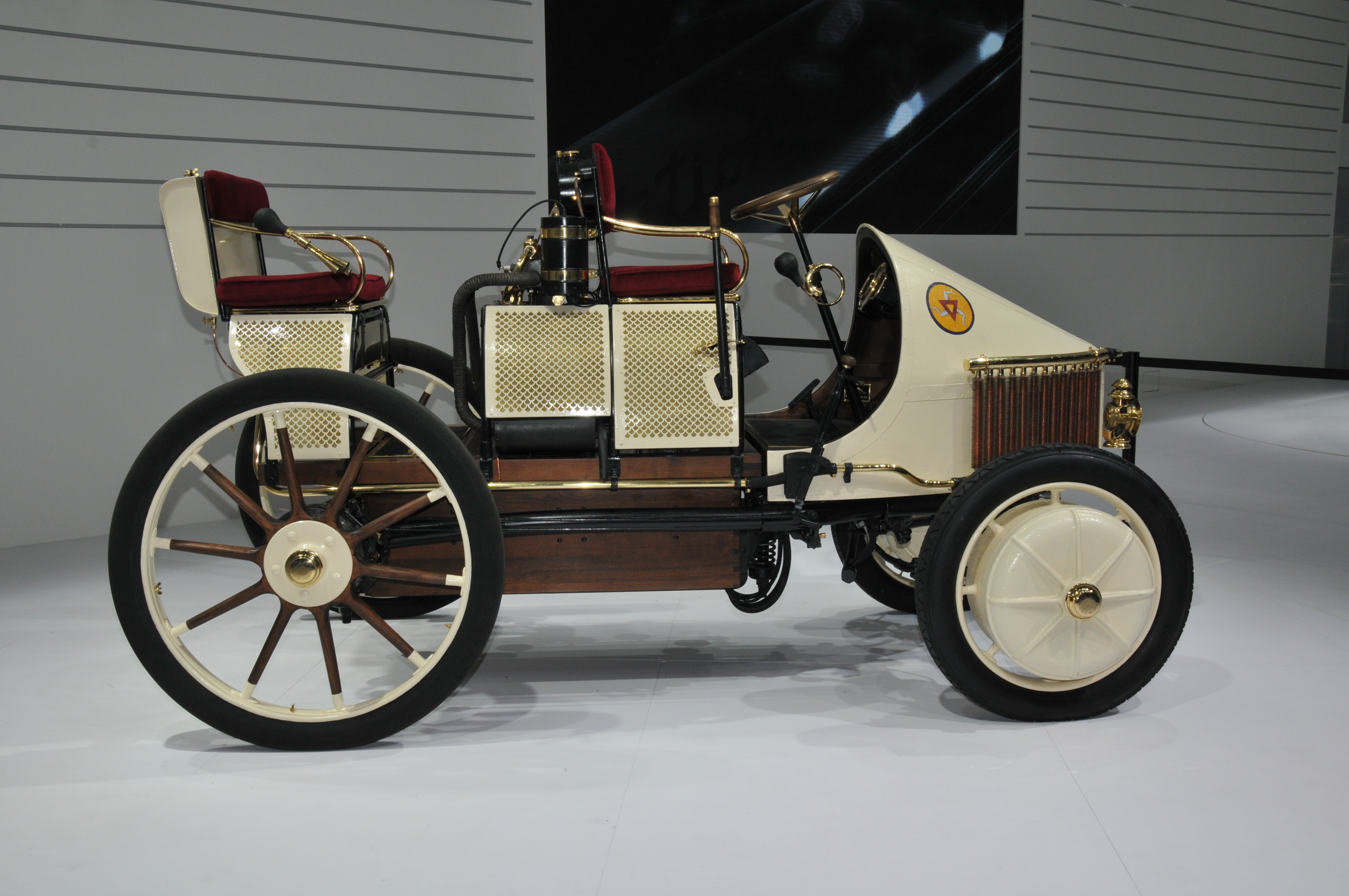
Nachbau des Hybridfahrzeugs „Mixte“

Im gleichen Jahr, also 1900, wurde für einen Briten namens E.W. Hart eine Sonderfertigung konstruiert und gebaut; andere Quellen geben auch das Jahr 1902 an. Porsche montierte an die Hinterräder des Fahrzeugs jeweils einen Radnabenmotor mit einer Leistung von 1,5 kW. Somit war es eines der ersten allradgetriebenen Kraftfahrzeuge der Welt. Um eine größere Reichweite zu schaffen, wurde die Masse der Batterien von 410 kg auf 1800 kg erhöht. Das Fahrzeug soll eine Geschwindigkeit von 60 km/h und einen Wirkungsgrad von 83 % erreicht haben.

### Eines der ersten Hybridfahrzeuge
1902 wurden die Batterien als größte Schwäche der Fahrzeuge erkannt. Sie waren zu schwer und hatten dadurch eine zu geringe Reichweite. Porsche konstruierte deswegen das Fahrzeug erneut um. Es entstand ein Hybridelektrofahrzeug. Porsche nannte das Fahrzeug Mixte-Wagen, weil der Akku mit Hilfe eines Verbrennungsmotors von Daimler aufgeladen wurde. Das Fahrzeug hatte nur einen Antrieb der vorderen Räder.

## Einsatz und bekannte Besitzer
Die Wiener Feuerwehr besaß 40 Fahrzeuge, die nach dem Lohner-Porsche-Prinzip angetrieben wurden. In Berlin und weiteren Städten fuhren Lohner-Porsche-Wagen als Taxis. Da die Fahrzeuge etwa 10.000 bis 35.000 Österreichische Kronen kosteten, was für damalige Zeit im Vergleich zu Fahrzeugen mit Verbrennungsmotoren recht viel war, konnten sich nur wohlhabende Menschen einen Lohner-Porsche leisten. So wurden insgesamt nur 300 Fahrzeuge hergestellt. Bekannte Besitzer waren der Händler Julius Meinl, Markgraf Sándor Osvald Pallavicini (1853–1933), Fürst Egon zu Fürstenberg, Schokoladenfabrikant Ludwig Stollwerck und der Baron Nathan Rothschild. Die Lohner-Porsche-Fahrzeuge konnten sich wegen der geringen Reichweite nicht durchsetzen.